# 斯图·哈特
斯图·哈特（1915年5月3日-2003年10月16日）是加拿大職業摔角手、推广人和教练。他是布雷特·哈特和欧文·哈特的父亲以及娜塔莉雅和哈里·史密斯的祖父。
哈特生于薩斯喀徹溫省。他的父亲是阿爾斯特蘇格蘭人，母亲则拥有蘇格蘭人和英格蘭人血统。  1943年，他成為加拿大皇家海軍的一員。退役后，他前往美国，并于 1946年首次亮相职业赛场。後來他在埃德蒙顿创辦了自己的摔跤推广机构。
1960年代他半退休，此后他主要专注于摔跤的推广和教学。
2010年他入選世界摔角娛樂名人堂，他還曾被授予加拿大勋章。